# Quiet storm
Quiet storm es un formato de radio nocturna, en el que destacan las slow jams («improvisaciones lentas»), pionero en la mitad de la década de los 70 por la entonces estación interna WHUR-FM, de Melvin Lindsey, en la Universidad Howard de Washington D. C. El éxito de Smokey Robinson en 1975 llamado «Quiet Storm» prestó su nombre al formato y al programa de radio que lo introdujo al público.
Cuando el The Quiet Storm de Lindsey debutó en 1976, la primera canción que se pudo escuchar en el tocadiscos fue el éxito de siete minutos de duración de Robinson. The Quiet Storm tenía cuatro horas de duración de emotiva y relajada música, hecho a medida para el público nocturno y sobre todo, adulto.
El formato fue un éxito inmediato, siendo tan popular que en pocos años la mayoría de estaciones de radio de música negra de Estados Unidos adoptó un formato similar para su espacio de noche.
Melvin Lindsey murió de sida en 1992, pero el formato quiet storm que él originó continua hoy en día en la programación de la radio, casi 30 años después de su creación.
Hoy en día, el quiet storm' es también un subgénero musical de suave, relajado y romántico R&B, soul y jazz. Abarcando una mezcla de géneros de música afroestadounidense, la música quiet storm es distinguida por su dinámica suave y dulce, y sus ritmos lentos y relajados, además de por expresar sentimientos románticos. Quiet storm es una música similar al soft rock y a los estilos adultos contemporáneos, pero está más estrechamente relacionado con el R&B, y a menudo con el jazz. 
El quiet storm está acreditado con el lanzamiento de las carreras de Luther Vandross y Anita Baker, y con introducir al público estadounidense a Sade. Clásicas grabaciones de quiet storm incluyen el «Golden Time of Day» de Frankie Beverly y Mazé; «Let's Get It On» de Marvin Gaye; las orquestaciones del Philadelphia soul; varios temas de artistas como Al Green, Barry White y Bill Withers; la mayor parte del trabajo del guitarrista de jazz Wes Montgomery durante sus años en CTI (Creed Taylor, Incorporated), y el trabajo del saxofonista de funk y jazz Grover Washington, Jr.
La radio WHUR todavía mantiene shows de quiet storm, y muchas emisoras de radio urbana negras aún reservan su programación nocturna para la música quiet storm.